# ميليسا غرني
ميليسا غرني (بالإنجليزية: Melissa Gurney)‏ مواليد 24 يونيو 1969 في كاليفورنيا، الولايات المتحدة، هي لاعبة كرة مضرب أمريكية سابقة بدأت مسيرتها كمحترفة سنة 1984 وكانت تلعب باليد اليمنى، اعتزلت اللعب في 1995. أعلى تصنيف لها في الفردي كان المركز الـ 17 في سنة 1987.

## النهائيات

### الفردي: 4 (2-2)
| الحصيلة | الرقم | التاريخ         | الدورة       | الأرضية  | المنافس      | النتيجة  |
| ------- | ----- | --------------- | ------------ | -------- | ------------ | -------- |
| الفوز   | 1.    | يوليو 21, 1986  | بيركلي       | صلبة     | باربرا جيركن | 6–1, 6–3 |
| الفوز   | 2.    | يوليو 28, 1986  | سان دييغو    | صلبة     | ستيفاني ريهي | 6–2, 6–4 |
| الوصافة | 1.    | أكتوبر 27, 1986 | إنديانابوليس | صلبة (I) | زينا غاريسون | 3–6, 3–6 |
| الوصافة | 2.    | يوليو 27, 1987  | أبتوس        | صلبة     | إلي هاكامي   | 3–6, 4–6 |

## روابط خارجية
- ميليسا غرني على موقع رابطة محترفات التنس (الإنجليزية)
- ميليسا غرني على موقع الاتحاد الدولي لكرة المضرب (الإنجليزية)
- ميليسا غرني على موقع خلاصة التنس.كوم (الإنجليزية)